# Frontenex
Frontenex is een gemeente in het Franse departement Savoie (regio Auvergne-Rhône-Alpes). De plaats maakt deel uit van het arrondissement Albertville. Frontenex telde op 1 januari 2022 1.917 inwoners.

## Geografie
De oppervlakte van Frontenex bedroeg op 1 januari 2022 1,71 vierkante kilometer; de bevolkingsdichtheid was toen 1.121,1 inwoners per km².

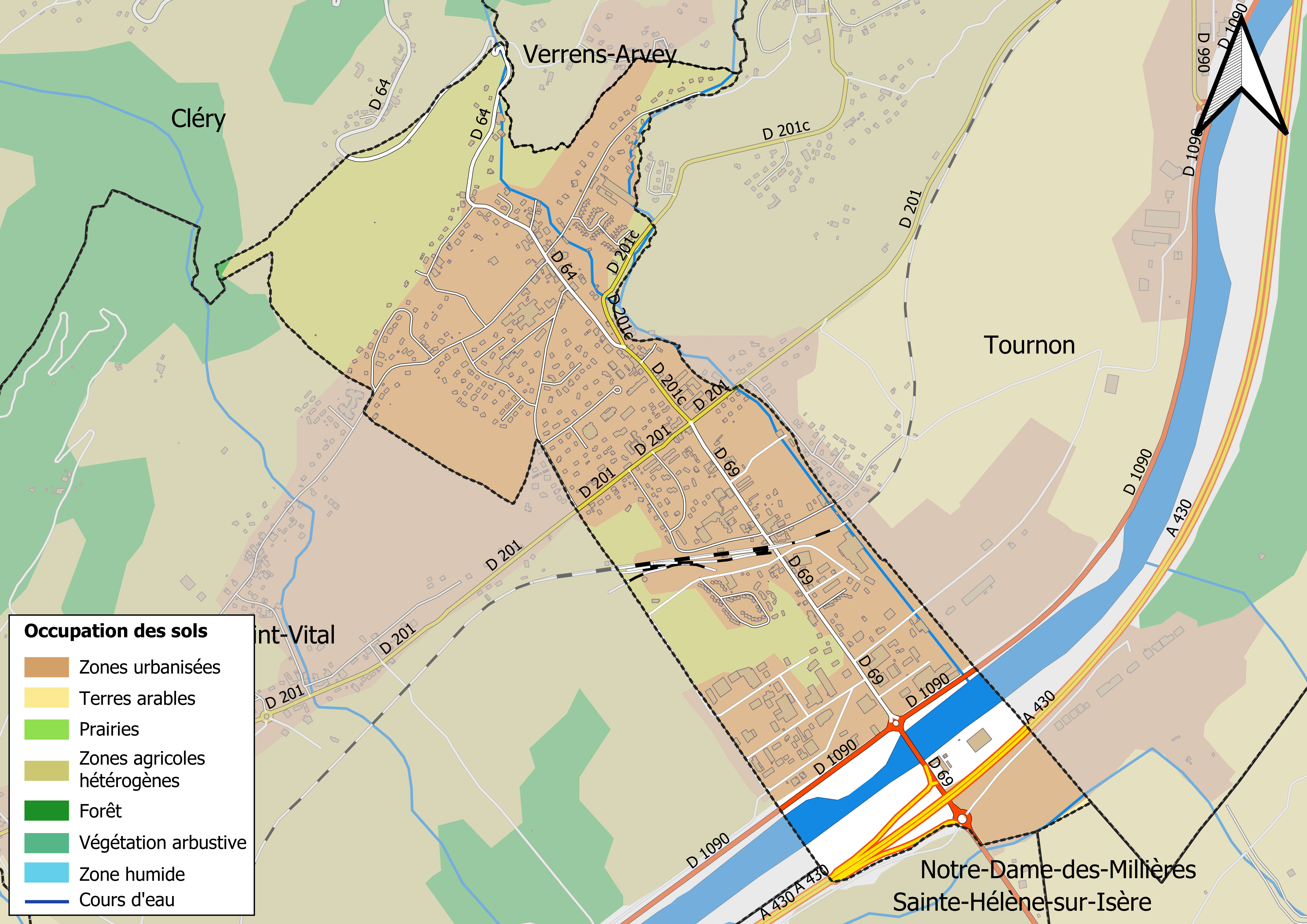
Kaart van de gemeente met de belangrijkste infrastructuur, bodemgebruik en omliggende gemeenten

## Demografie
Onderstaande figuur toont het verloop van het inwonertal (bron: INSEE-tellingen).